# Peter Nicholas
Peter Nicholas (Portsmouth, 16 de maio de 1941 – Boca Grande, 14 de maio de 2022) foi o homem de negócios que fundou, junto com o cientista John Abele, a firma de biotecnologia Boston Scientific.
Morreu no dia 14 de maio de 2022, aos 80 anos.